# Стрибки у воду на Чемпіонаті світу з водних видів спорту 2003
Змагання зі стрибків у воду на Чемпіонаті світу з водних видів спорту 2003 відбулися в Барселоні (Іспанія).

## Таблиця медалей
| Місце               | Країна              | Золото | Срібло | Бронза | Загалом |
| ------------------- | ------------------- | ------ | ------ | ------ | ------- |
| 1                   | КНР (CHN)           | 4      | 4      | 4      | 12      |
| 2                   | Росія (RUS)         | 2      | 2      | 2      | 6       |
| 3                   | Австралія (AUS)     | 2      | 2      | 0      | 4       |
| 4                   | Канада (CAN)        | 2      | 0      | 1      | 3       |
| 5                   | Німеччина (GER)     | 0      | 1      | 1      | 2       |
| 6                   | Україна (UKR)       | 0      | 1      | 0      | 1       |
| 7                   | Мексика (MEX)       | 0      | 0      | 1      | 1       |
| 7                   | Фінляндія (FIN)     | 0      | 0      | 1      | 1       |
| Загалом (8 збірних) | Загалом (8 збірних) | 10     | 10     | 10     | 30      |

## Медальний залік

### Чоловіки
| Дисципліна               | Золото                                   | Срібло                               | Бронза                                 |
| Трамплін, 1 м            | Сян Сюй (CHN) 431.94                     | Ван Кенань (CHN) 412.41              | Йоона Пугакка (FIN) 391.26             |
| Трамплін, 3 м            | Олександр Доброскок (RUS) 788.37         | Пен Бо (CHN) 780.84                  | Дмитро Саутін (RUS) 776.64             |
| Вишка, 10 м              | Александр Деспаті (CAN) 716.91           | Метью Гелм (AUS) 697.74              | Тянь Лян (CHN) 696.06                  |
|                          |                                          |                                      |                                        |
| Синхронний трамплін, 3 м | Олександр Доброскок Дмитро Саутін 369.18 | Ван Тяньлін Ван Фен 343.29           | Тобіас Шелленберґ Андреас Вельс 334.44 |
| Синхронна вишка, 10 м    | Метью Гелм Роберт Ньюбері 384.60         | Роман Володьков Антон Захаров 372.60 | Тянь Лян Ху Цзя 367.14                 |

### Жінки
| Дисципліна               | Золото                      | Срібло                           | Бронза                                        |
| Трамплін, 1 м            | Ірина Лашко 299.97          | Конні Шмальфус 296.13            | Блайт Гартлі 291.33                           |
| Трамплін, 3 м            | Го Цзінцзін 617.94          | Юлія Пахаліна 611.58             | У Мінься 589.80                               |
| Вишка, 10 м              | Емілі Гейманс 597.45        | Лао Ліши 595.56                  | Лі На 563.43                                  |
|                          |                             |                                  |                                               |
| Синхронний трамплін, 3 м | Го Цзінцзін У Мінься 357.30 | Віра Ільїна Юлія Пахаліна 321.24 | Паола Еспіноса Лаура Санчес 299.64            |
| Синхронна вишка, 10 м    | Лао Ліши Лі Тін 344.58      | Лінда Даків Лауді Туркі 323.34   | Євгенія Ольшевська Світлана Тимошиніна 300.12 |